# Spiegelpalmtangare
Die Spiegelpalmtangare (Xenoligea montana) ist ein kleiner Singvogel und der einzige Vertreter aus der Gattung Xenoligea. Die taxonomische Zugehörigkeit ist noch ungesichert (incertae sedis). Die Art wird teilweise gegenwärtig in die Familie der Waldsänger (Parulidae) gestellt, scheint jedoch zu den Tangaren (Thraupidae) zu gehören. Das Verbreitungsgebiet befindet sich in Haiti und der Dominikanischen Republik auf der Insel Hispaniola. Von der IUCN wird die Art seit 1994 als „gefährdet“ (vulnerable) geführt.

## Merkmale
Spiegelpalmtangaren erreichen eine Körperlänge von 14,5 Zentimetern. Die Flügellänge beträgt beim Männchen 6,75 bis 6,9 Zentimeter; beim Weibchen 6,6 bis 6,9 Zentimeter. Im Erscheinungsbild ähneln sie der Graubrust-Palmtangare (Microligea palustris). Adulte Männchen haben ein dunkelgraues Kopfgefieder mit einem weißen unterbrochenen Augenring, schwärzlichen Zügel und einem weißen prägnanten Strich über den Zügel. Das Gefieder unterhalb des Auges ist mit weißen kurzen Strichen durchzogen sowie schwach an den Ohrendecken. Der obere Bereich des Mantels ist dunkelgrau; der untere wie das Oberseitengefieder hellgrünlich. Die Flügel sind schwärzlich und die Daumenfittiche und inneren Handschwingen dunkelgrau umrandet. Die fünfte, sechste, siebte und achte Handschwinge ist weiß umrandet und die Armschwingen haben hellgrüne Außenränder. Das Unterseitengefieder ist weiß mit verwaschenen grauen Flanken und Brustseiten. Der Schnabel und die Beine sind schwarz. Im Erscheinungsbild ähnelt das Weibchen dem Männchen.

## Vorkommen, Ernährung und Fortpflanzung
Das Verbreitungsgebiet befindet sich im Gebirge Massif de la Hotte und Massif de la Selle auf Haiti sowie in der Bergkette Cordillera Central, im Gebirge Sierra de Baoruco und auf der Südseite von Sierra de Neiba der Dominikanischen Republik. Spiegel-Waldsänger bewohnen Dickichte und Büsche an Lichtungen in unberührten Bergwäldern gewöhnlich oberhalb 1200 Metern und meist in Höhen von 1300 bis 1800 Metern. Teilweise sind sie auch in Kiefernwälder mit dichtem Unterholz vorzufinden.
Bei ihren Streifzügen sind sie oft in Gesellschaft der Vogelarten Graubrust-Palmtangare und Schnäpper-Vireo (Vireo nanus) zu sichten. Sie ernähren sich überwiegend von Insekten, weiteren Wirbellosen und Samen. Eine wichtige Rolle scheinen sie dabei für die Pflanzenart Trema micrantha einzunehmen. Ihr Nest legen sie gut versteckt am Boden oder in der Nähe des Bodens an. Über die Brutzeit, Bebrütungs- und Nestlingszeit gibt es keine Untersuchungen.